# Rikke Wölck
Rikke Wölck (født 26. november 1954 i Nykøbing Mors) er en dansk skuespillerinde, der blev uddannet fra Statens Teaterskole i 1977. Hun er gift med skuespilleren Claus Bue og har haft roller tv-serierne Matador (Maja), En by i provinsen, Strisser på Samsø, Hjerteflimmer, Landsbyen og Nikolaj og Julie.

## Filmografi
- Maja Varnæs i Matador
- Undskyld vi er her – 1980
- Den store badedag – 1991
- Russian Pizza Blues – 1992
- Kun en pige – 1995
- Skat - det er din tur – 1997
- Når mor kommer hjem – 1998
- Italiensk for begyndere – 2000
- Bertram & Co. – 2002

## Ekstern henvisning
- Rikke Wölck på Internet Movie Database (engelsk)
- Rikke Wölck på Filmdatabasen
- Rikke Wölck på danskefilm.dk
- Rikke Wölck på danskfilmogtv.dk
- Rikke Wölck på Scope
- Rikke Wölck på Svensk Filmdatabas (svensk)
- Rikke Wölck på The Movie Database (engelsk)